# ミクロストリア
ミクロストリア（イタリア語：microstoria、英：microhistory）とは、境界などがはっきりと定義された小さな単位を対象とし、集中的に歴史学的な調査・記述を行うことである。多くの場合、ひとつの出来事やひとつの村など小さな共同体、あるいはひとりの個人を対象とする。ミクロストリアは「小さい」「微小な」を意味する"micro"に「歴史」を意味する"storia"を組み合わせた語であり、「小さい歴史」を意味する。しかしながらミクロストリアのmicroは必ずしも観察する対象の規模が小さいということのみを示しているのではなく、むしろ観察する尺度が小さい、つまり細部まで詳細に記述を行うということを意味して使用される。ミクロストリアは、その野心的展望においてはチャールズ・ジョイナーの定義を用いれば「小さな場所で大きな問い」をたてようとすることがあるものであり、このかぎりにおいて単なるケーススタディと区別されうる。日本語の表記としてはイタリア語由来の「ミクロストリア」のほかに英語由来の「マイクロヒストリー」や「ミクロヒストリー」も使用される。

## 背景と意味
ミクロストリアを書くというもともとのアイディアはイタリアで1970年代にはじまり、カルロ・ギンズブルクやジョヴァンニ・レーヴィなどの学者を中心に、社会史や文化史を含むものとして発展していった。カルロ・ギンズブルクが1976年に刊行した『チーズとうじ虫』はイタリアのミクロストリア研究の代表例とされる著作である。ギンズブルクは既に1966年に『ベナンダンティ：16-17世紀における悪魔崇拝と農耕儀礼』(I benandanti : stregoneria e culti agrari tra Cinquecento e Seicento)でイタリアのフリウリ地方の呪術儀礼について研究を行っており、『チーズとうじ虫』では同じくフリウリに住んでいた粉ひき屋のメノッキオが受けた異端審問を通して、一介の庶民であったメノッキオが本を読むことでどのような独自の世界観を持つようになったかを追った。
しかしながらエドワード・P・トムスンのWhigs and Hunters: The Origin of the Black Act (1975)やエマニュエル・ル・ロワ・ラデュリのMontaillou(1975、日本語訳『モンタイユー : ピレネーの村 1294〜1324』井上幸治他訳、刀水書房、1990-1991)といった、英国・フランスの先駆的なミクロストリアと考えられる歴史書は、双方ともギンズブルクの著書に先んじて刊行されたものである。さらに早いものとしてはPueblo en vilo (1968)があり、これはメキシコの歴史家ルイス・ゴンザレス・イ・ゴンザレスによるラテンアメリカのミクロストリアの先駆的試みである。
カルロ・ギンズブルク自身が「ミクロストリア」「マイクロヒストリー」という語にまつわる物語を書き記している。「マイクロヒストリー」という英語の単語が最初に用いられたと考えられているのは Pickett’s Charge: A Microhistory of the Final Charge at Gettysburg, July 3, 1863 (1959)であり、これはアメリカの歴史家ジョージ・R・スチュワートの著作である。1960年代に他にも多数の使用例があるが、通常はスケールの大きな構造分析と対置され、内容についても否定的な評価が下されている。
ミクロストリアという概念に関する言葉のもっと早い例として、1887年にアダム&チャールズ・ブラックが「歴史のマイクロスコーピスト(顕微鏡使用者)たち」("microscopists of history" )という表現を使用している。この表現はオクスフォード大学教授であるモンタギュー・バロウズの著作The Family of Brocas of Beaurepaire and Roche Court (1886) のレビューで用いられたものである。
ミクロストリアは1980年代から1990年代にかけてフランスとドイツの歴史家に大きな影響を及ぼした。ミクロストリアを主題とする歴史書で既に古典として扱われているような著作も複数の言語で出版されており、例としてはナタリー・ゼーモン・デーヴィスのThe Return of Martin Guerre (1983, 日本語訳『マルタン・ゲールの帰還 : 16世紀フランスの偽亭主事件』成瀬駒男訳、平凡社、1985)があるほか、この分野の研究で著名な歴史家としては、他にロバート・ダーントン、アラン・コルバンなどがあげられる。アメリカのマイクロヒストリー研究はとくに厚い記述に重きを置く文化人類学者、クリフォード・ギアツの影響を強く受けている。フランスのアナール学派の心性史、ドイツの「日常史」(Alltagsgeschichte)、歴史人類学などとともに、ミクロストリアは文化史の一部とみなしうる。とくに歴史人類学とは類似していると言われているが、大きな違いもある。もともとのイタリアのミクロストリア研究にとくに顕著であるが、ミクロストリア、マイクロヒストリーの研究は歴史の主体の行為者性に重点を置き、それゆえ文化を決定的要因として考えることに対しては消極的な態度をとる。